# حسیب بن عمار
حسیب بن عمار (عربی: حسيب بن عمار)؛ (زاده ۱۱ آوریل ۱۹۲۴ – درگذشته ۱۵ دسامبر ۲۰۰۸) در تونس متولد شد. وی سیاستمدار تونسی است که ابتدا در حاکمیت بود و سپس به مخالفان پیوست.

## در حزب حاکم و دولت
او در خانواده ای اصیل متولد شد. خواهر او، راضی حداد است که فعال امور زنان است. وی از جوانی به حزب آزاد قانون اساسی جدید پیوست و در اواسط دهه ۱۹۴۰ با کمک احمد بن صالح و الطیب المحری سازمان مخفی الهلال را تأسیس کرد. او چندین منصب عالی‌رتبه پس از استقلال را بعهده گرفت از جمله سفیر تونس در رم (۱۹۶۹)، مدیر حزب سوسیالیست (نوامبر ۱۹۶۹ - نوامبر ۱۹۷۰)، و وزارت دفاع ملی (ژوئن ۱۹۷۰ - اکتبر ۱۹۷۱)، که آخرین پست او قبل از استعفا از حزب بود. او همچنین انجمن حمایت مدنی تونس را که در سال ۱۹۶۹ بعهده گرفت وی همچنین در اتاق صنایع و بازرگانی تونس و انجمن باشگاه آفریقایی فعالیت می‌کرد.

## در اپوزیسیون
او از مسئولیت‌های سیاسی در حکومت استعفا داد و به اپوزسیون پیوست و جنبش دموکرات‌های سوسیالیست را بنیانگذاری کرد. در این دوره او در تأسیس انجمن دفاع از حقوق بشر تونس که در سال ۱۹۷۷ علنی شد، دست داشت. همچنین او مؤسس و رئیس انستیتوی عربی حقوق بشر بود که مقر آن در تونس قرار داشت. در سال ۱۹۹۳ که رئیس انستیتو بود جایزه سازمان ملل متحد در زمینه حقوق بشر را بدست آورد و جایزه رئیس‌جمهور برای حقوق بشر را دریافت کرد. در تاریخ ۱۵ دسامبر ۱۹۸۷، رئیس‌جمهور زین العابدین بن علی، او را بعنوان عضو شورای قانون اساسی جدید منصوب کرد. در زمینه رسانه‌ها، حسیب بن عامر، اولین روزنامه بعد از استقلال بنام «الرای» را منتشر کرد و انتشار مجله دمکراسی به زبان فرانسوی نیز کار او می‌باشد.